# Pavel Tornea
Pavel Tornea (n. 8 decembrie 1911, sat Pietriș, com. Deda, jud. Mureș — d. 1993, Drănic, Dolj) a fost un virtuoz al oboiului și al cornului englez, pedagog, culegător și interpret de melodii populare de pe valea superioară a Mureșului.

## Copilăria
Se naște la 8 decembrie 1911 în satul Pietriș, com. Deda, jud. Mureș, într-o familie de țărani. Din copilărie deprinde primele cântece populare de la mama sa și învață să cânte la trompetă. Fiind orfan de tată (căzut în luptele Primului Război Mondial), după absolvirea celor 4 clase primare (1922) este nevoit să muncească alături de mama sa la câmp.
Cu dorința de a se realiza, pleacă la București în 1928. Ajunge să fie băiat de prăvălie, servitor, hamal în Gara de Nord.

## Studiile și începuturile
În același an se înrolează în armată, copil de trupă, în Orchestra Reprezentativă a Jandarmilor Pedeștri de pe lângă Prefectura București, cu gândul de a deveni instrumentist într-o fanfară militară. 
Datorită talentului său, în 1929, profesorii săi de la Liceul de Muzică Militară îi facilitează înscrierea la Conservatorul din București, la clasa de oboi, fiind nevoit să se împartă între obligațiile cazone ale serviciului militar și cursurile universitare. Aici are primul contact cu oboiul, instrument pe care nu-l va mai părăsi niciodată.
În perioada 1932-1936 activează ca oboist și solist la corn englez în Orchestra Simfonică a CFR. După absolvirea Conservatorului, ocupă, prin concurs, postul de oboist și solist la corn englez în Orchestra Simfonică a Radiodifuziunii Române.  
Rămâne credincios dragostei pentru folclorul muzical românesc, evoluând din 1936, în mai toate târgurile de pe Valea Mureșului, de la Reghin până la Toplița. Urcă, totodată, pe scenele Ateneului, Sălii de concerte a Societății de Radio, Arenelor romane, Căminului Refugiaților Ardeleni, precum și ale altor sărbătoriri și manifestări populare ori concerte de binefacere.
La 1 septembrie 1939, câștigă, în urma unui concurs, postul de oboist și solist la corn englez la Orchestra Filarmonicii București, fiind timp de două decenii șef de partidă suflători.

## Activitatea artistică și pedagogică
A activat și în cadrul Orchestrei Simfonice a Filarmonicii „George Enescu” (oboi, corn englez).
S-a dedicat activității pedagogice, ca profesor al Liceului de muzică nr. 1 din București (astăzi Colegiul Național de Arte „Dinu Lipatti”) și autor de manuale (Manual de oboi, ESPLA, 1956).

## Distincții și aprecieri
- Ordinul Meritul Cultural clasa a II-a (12 septembrie 1968) „cu prilejul împlinirii a 100 de ani de la înființarea Filarmonicii «George Enescu» din București, [...] pentru merite deosebite în activitatea muzicală”[6]
- Odinul Meritul Civil Bulgar[1]

De-a lungul carierei artistice a fost onorat cu aprecierea unanimă a unor exigente personalități ale muzicii naționale și universale: George Enescu, Theodor Rogalski, Alfred Alessandrescu, Ionel Perlea, Herbert von Karajan.

## In memoriam
În 1999, la Brașov, sub îndrumarea conf. univ. Dorin Gliga, a luat ființă Ansamblul de oboi „Pavel Tornea”.
În data de 29 ianuarie 2012, la Sala Mică a Ateneului Român, s-a desfășurat „Centenarul Pavel Tornea”, organizat de Uniunea Muzicienilor Interpreți din România, în colaborare cu Filarmonica „George Enescu”. La acest eveniment au susținut recitaluri Gheorghe Zamfir, Adrian Petrescu, Dorin Gliga, Nicoleta Beca, Gheorghe Palcu.